# Arnaud Maire
Arnaud Maire (Besançon, 6 maart 1979) is een Franse voetballer die bij voorkeur als verdediger speelt. Hij verruilde in 2013 AC Ajaccio voor US Jeanne d'Arc Carquefou. Voordien speelde Maire voor Besançon RC, SC Bastia en RC Strasbourg.

## Carrière
- 2000-2005: Besançon RC
- 2005-2009: SC Bastia
- 2009-2010: RC Strasbourg
- 2010-2013: AC Ajaccio
- 2013-...: US Jeanne d'Arc Carquefou